# Milan Minić
Milan Minić (serbisch-kyrillisch Милан Минић; * 24. Dezember 1954 in Ljubljana) ist ein serbischer Basketballtrainer.

## Laufbahn
Als Spieler stand Minić in Reihen der Mannschaften KK Radnički Belgrad und KK Ušće Belgrad. Seine Trainerlaufbahn begann er 1979. Minić arbeitete zunächst für Roter Stern Belgrad, ŽKK Voždovac, IMT Belgrad und Spartak Subotica.
Von 1991 bis 2001 war Minić Co-Trainer von Dušan Ivković bei den griechischen Mannschaften PAOK Thessaloniki, Panionios Athen, Olympiakos Piräus und AEK Athen. 1997 gewann er mit Piräus die EuroLeague, 2000 mit AEK den Saporta-Cup, des Weiteren 1992 (mit PAOK) und 1997 (mit Piräus) die griechische Meisterschaft sowie 1997 (mit Piräus) und 2000 sowie 2001 (mit AEK) den griechischen Pokalwettbewerb.
Von 1995 bis 2001 war er Assistenztrainer der jugoslawischen Nationalmannschaft, arbeitete in diesem Amt unter den Trainergrößen Dušan Ivković, Željko Obradović sowie Svetislav Pešić. Minić trug als Co-Trainer zum Gewinn der Weltmeisterschaft 1998 sowie der Europameisterschaften 1995 und 2001 bei.
In der Saison 2002/03 war er Cheftrainer von Aris Thessaloniki in Griechenland. Im November 2003 wurde Minić als Cheftrainer vom deutschen Bundesligisten RheinEnergie Köln verpflichtet, der zu diesem Zeitpunkt Tabellenletzter war. Er führte Köln in der Saison 2003/04 noch ins Bundesliga-Viertelfinale sowie zum Gewinn des deutschen Pokalwettbewerbs. Mitte Mai 2004 gab Köln die Trennung bekannt.
2004/05 war er erneut als Co-Trainer bei Olympiakos Piräus tätig. Ab Januar 2006 war Minić Co-Trainer von Aleksandar Đorđević bei Armani Mailand in Italien.
Ende November 2008 trat er das Cheftraineramt bei Vojvodina Novi Sad in Serbien an. Anschließend war er ab Dezember 2007 Cheftrainer der russischen Mannschaft Lokomotiw Rostow und blieb fünf Monate im Amt.
Im Juli 2009 unterschrieb Minić einen Vertrag bei ZSKA Moskau in Russland und wurde dort als technischer Berater Mitglied des Trainerstabs. Er arbeitete ein Spieljahr (2009/10) lang für Moskau, in dem er mit ZSKA russischer Meister und Pokalsieger wurde.
In der Saison 2012/13 arbeitete Minić als Trainer der Mannschaft Eljaish in Katar. 2013 wurde er Co-Trainer der serbischen Nationalmannschaft. 2014 wurde er mit der Mannschaft Vize-Weltmeister, 2016 Zweiter der Olympischen Sommerspiele und 2017 EM-Zweiter.
Im Januar 2014 wurde er Cheftrainer von Aris Thessaloniki. Mit der Mannschaft stand er im Februar 2014 im griechischen Pokalendspiel, verlor dieses aber.
Im Sommer 2015 wurde er Co-Trainer von Aleksandar Đorđević bei Panathinaikos Athen. Mit der Mannschaft wurde er in der Saison 2015/16 griechischer Pokalsieger, es blieb seine einzige bei Panathinaikos.
Ende Juli 2018 trat er bei Partizan Belgrad das Amt des Beraters von Cheftrainer Nenad Čanak an.
Minić war stellvertretender Vorsitzender der Vereinigung serbischer Basketballtrainer.